# Nemapogon meridionella
Nemapogon meridionella is een vlinder uit de familie echte motten (Tineidae). De wetenschappelijke naam is voor het eerst geldig gepubliceerd in 1962 door Zagulajev.
De soort komt voor in Europa.